# Ramerupt
Ramerupt település Franciaországban, Aube megyében. Lakosainak száma 415 fő (2022. január 1.). Ramerupt Chaudrey, Isle-Aubigny, Morembert, Nogent-sur-Aube és Vaucogne községekkel határos.

## Népesség
A település népessége az elmúlt években az alábbi módon változott:
| Lakosok száma | 348  | 362  | 347  | 372  | 382  | 396  | 408  | 409  | 410  | 415  |
|               | 1968 | 1982 | 1990 | 2006 | 2013 | 2015 | 2017 | 2019 | 2020 | 2022 |